# Juan de la Cruz Echeverría
Juan de la Cruz Echeverría (Buenos Aires, 3 de mayo de 1820 – Gualeguay, 28 de mayo de 1865) fue un militar y funcionario argentino, que participó en las guerras civiles argentinas y tuvo actuación pública en la provincia de Entre Ríos durante las décadas de 1850 y 1860.

## Biografía
Fue hijo de Agustín de Echeverría, funcionario y comandante de milicias de la Bajada del Paraná, y de María Micaela del Valle. Nació en Buenos Aires pero al poco tiempo su familia se trasladó a la provincia de Entre Ríos, donde contrajo matrimonio en 1847 con Emilia Cartas, hija del marino Vicente Cartas, de origen español.
Participó con el rango de teniente primero en la Batalla de Caseros. Integró el escuadrón del coronel Toribio Gómez de Celis, dentro de la división comandada por el general Manuel Antonio Urdinarrain, subordinada al general Justo José de Urquiza.
Su actuación le valió una gratificación de 2000 pesos, reconocimiento extendido a otros oficiales del bando entrerriano. En 1858, con el grado de capitán, participó de la revista general del 26 de mayo organizada por el gobierno nacional para fortalecer la imagen del Ejército ante la tensión con el Estado de Buenos Aires.
En 1863 fue designado alcalde del 4.º distrito de campaña de Gualeguay, donde se dedicó a tareas administrativas y judiciales locales. Hacia 1865 alcanzó el grado de sargento mayor del Ejército entrerriano.
Falleció el 28 de mayo de 1865. En 1869, el general Urquiza otorgó a su viuda una pensión mensual de 16 pesos fuertes, equivalente a una onza de oro por mes, en reconocimiento por sus servicios a la patria.